# 研師

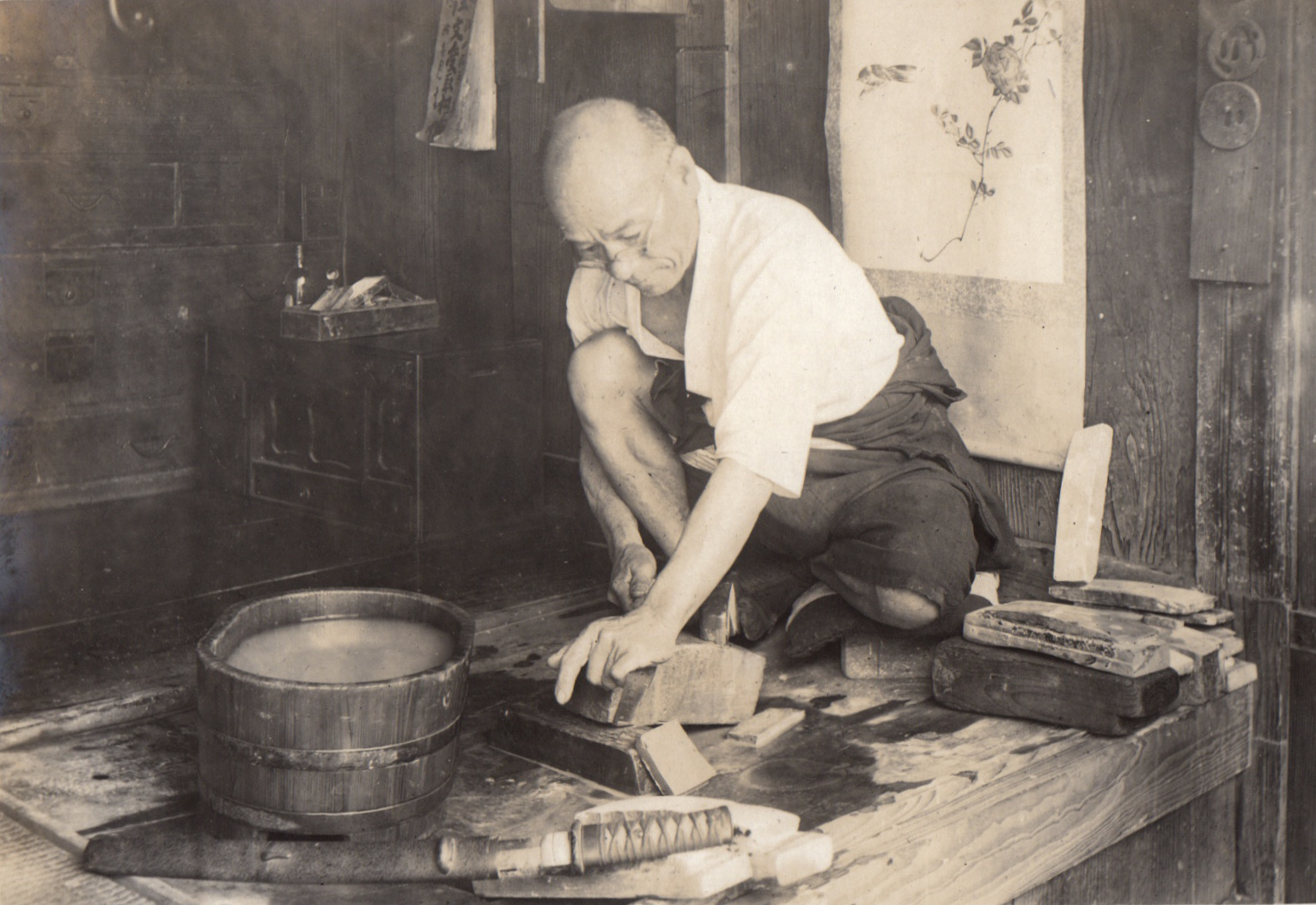
研師。大正初期

研師（とぎし）とは、刃物や鏡などの研磨を生業としている者である。研屋を営む。

## 日本刀の研磨
日本刀の研磨は、他の刃物研磨と異なる点が多く日本刀研磨と呼称される。
- 本阿彌直之承から弟子　杉本鉄造・本阿彌平十郎・安達貞十郎　が出て枝葉の門弟が活動している。
- 足利時代に　竹屋　木屋　が刀剣研磨に従事していた。本阿弥家は　御刀の鑑定家である。
- 流派には本阿弥派と藤代流などがある。

## 海外

### ヨーロッパ
ドイツ語では、Scherenschleifer（ドイツ語版）などと呼ばれる。フランスでは、Rémouleu、もしくは émouleur、repasseur などと呼ばれる。多くはイェニシェなどの移動型民族が伝統的に行う。
フランスでは、中世から確認されており1292年の登記簿には6つの Esmouleurs（研屋）が記載される。1300年の登記簿には2つの Esmouleur de couteaux が加えられた。彼らは低所得者でハサミやナイフ、包丁などのカトラリーを研磨していた。その後、手押し車にグラインダーを乗せて、人の住む都市や村を宣伝文句を唄いながら巡回した。
ヨーロッパの多くの国では、研師は物乞いと同様にみられ、規制が行われた。
さらに産業革命によって刃物などが大量生産されるようになり、手軽に使える砥石や電動ナイフ研ぎ機なども作れるようになったため需要は低下した。ただし、仕立屋、料理人、美容師などの鋭い刃物を必要とする専門家たちは熟練の研師を必要としている。

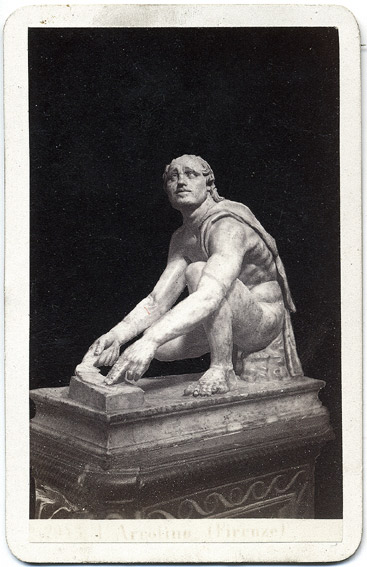
紀元前1世紀ごろの彫刻Arrotino（英語版）
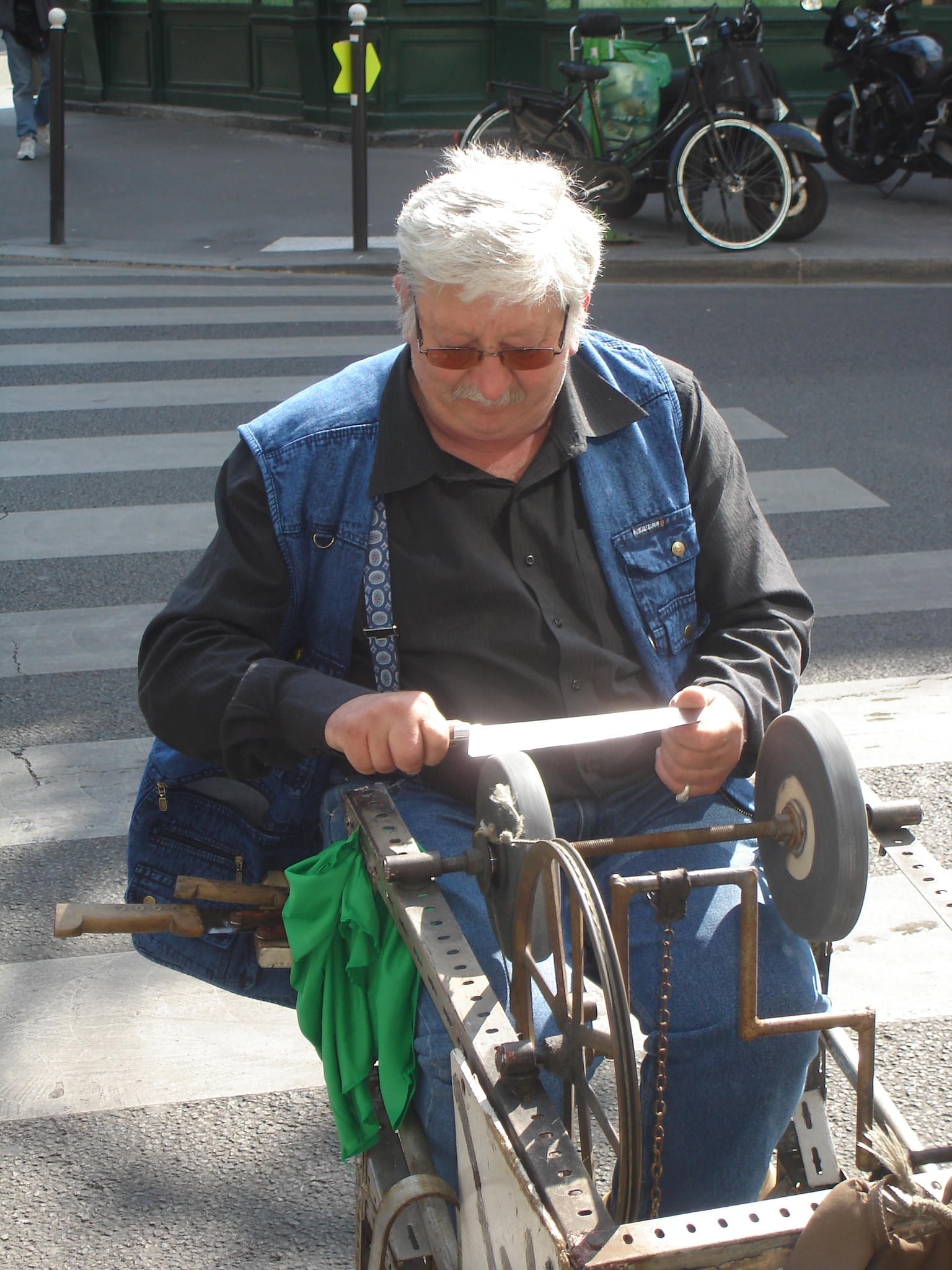
2008年にパリで包丁を研ぐ研師
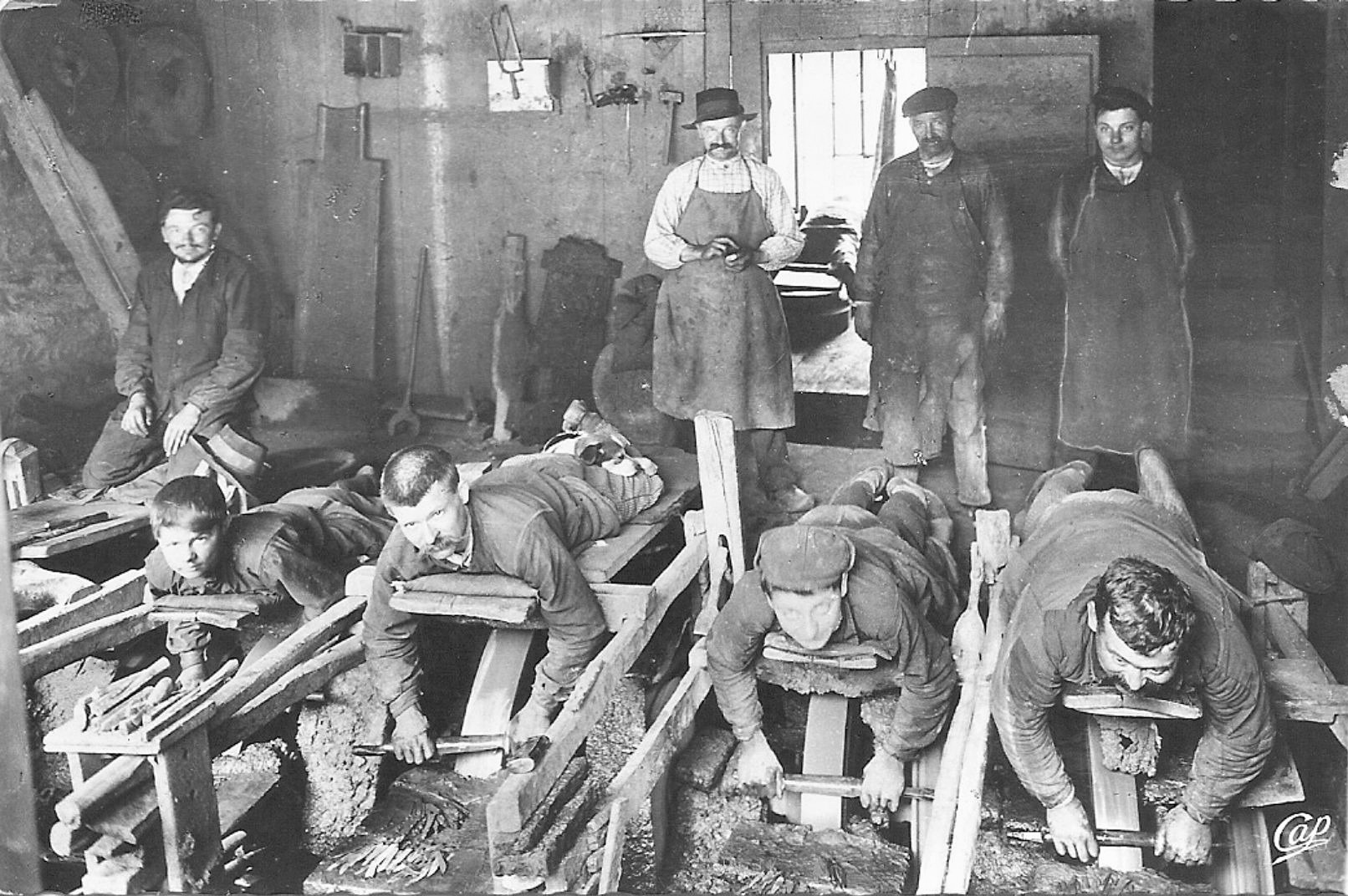
20世紀初頭のフランスでナイフを研ぐ職人たち
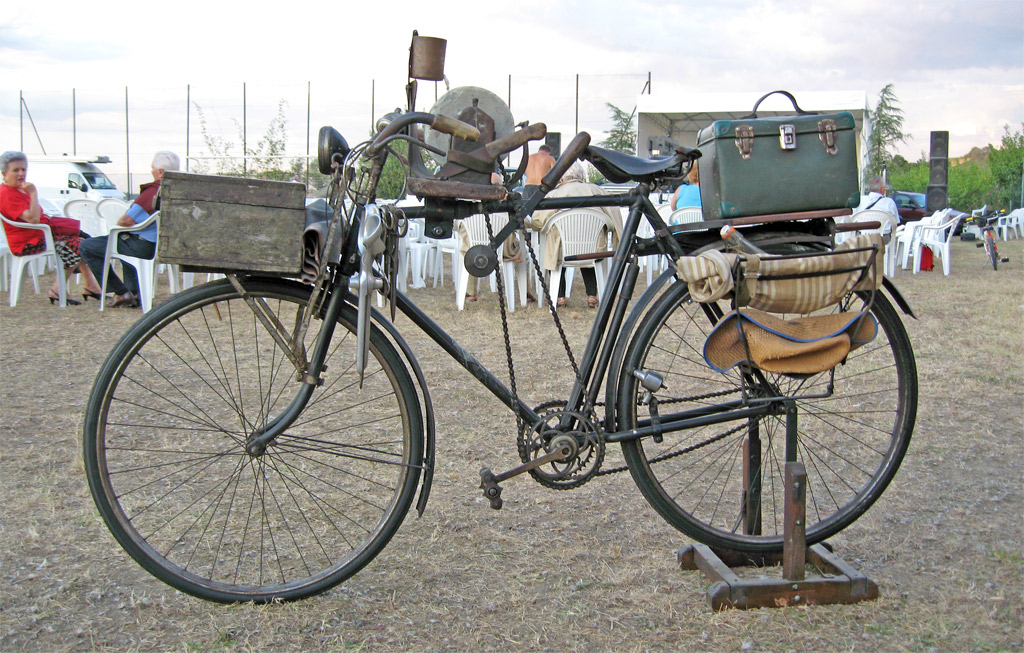
自転車を改造したグラインダー
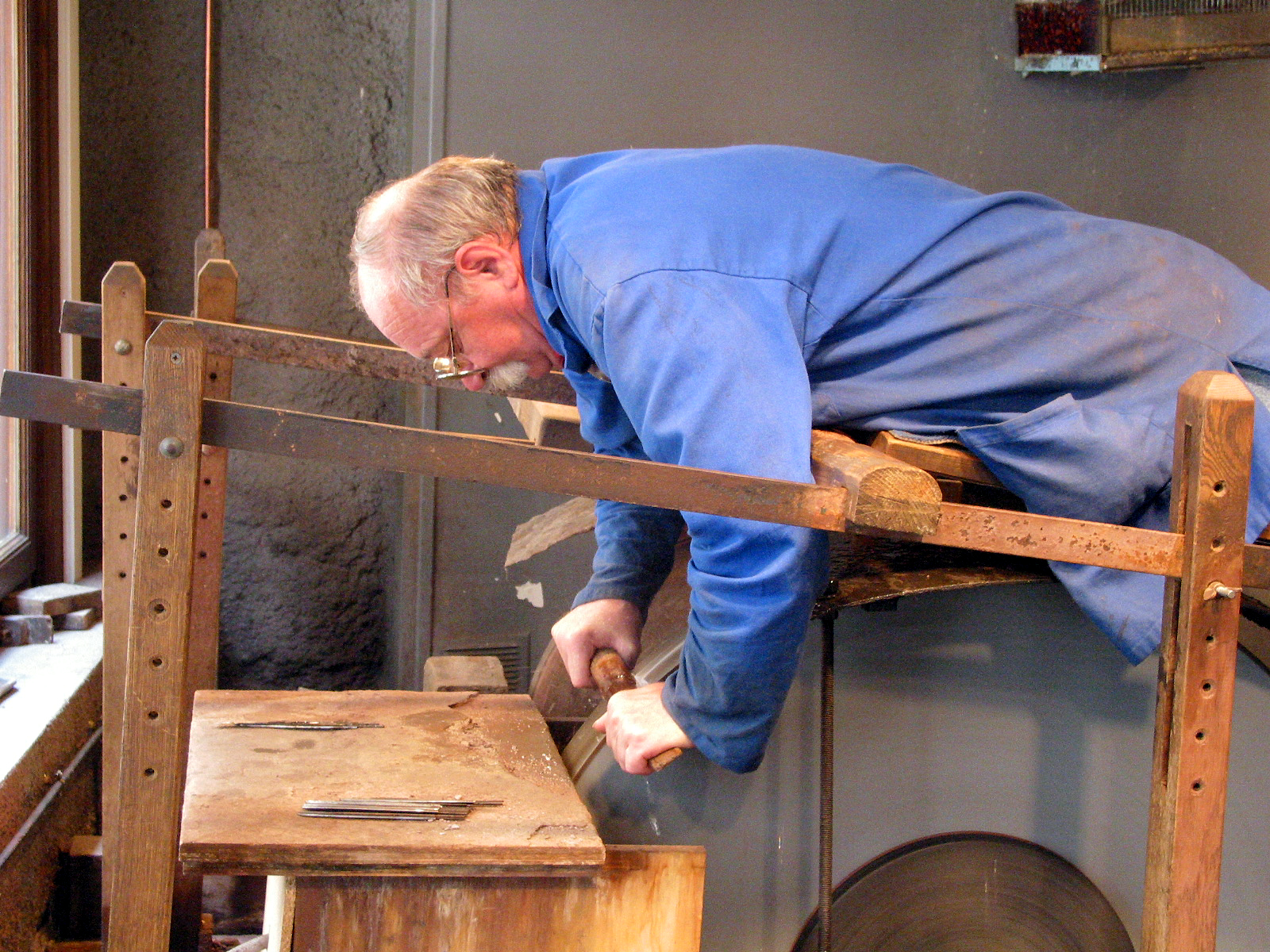
フランスの刃物の町ティエールのティエール市営ナイフ博物館Musée de la coutellerie de Thiers（フランス語版）の実演
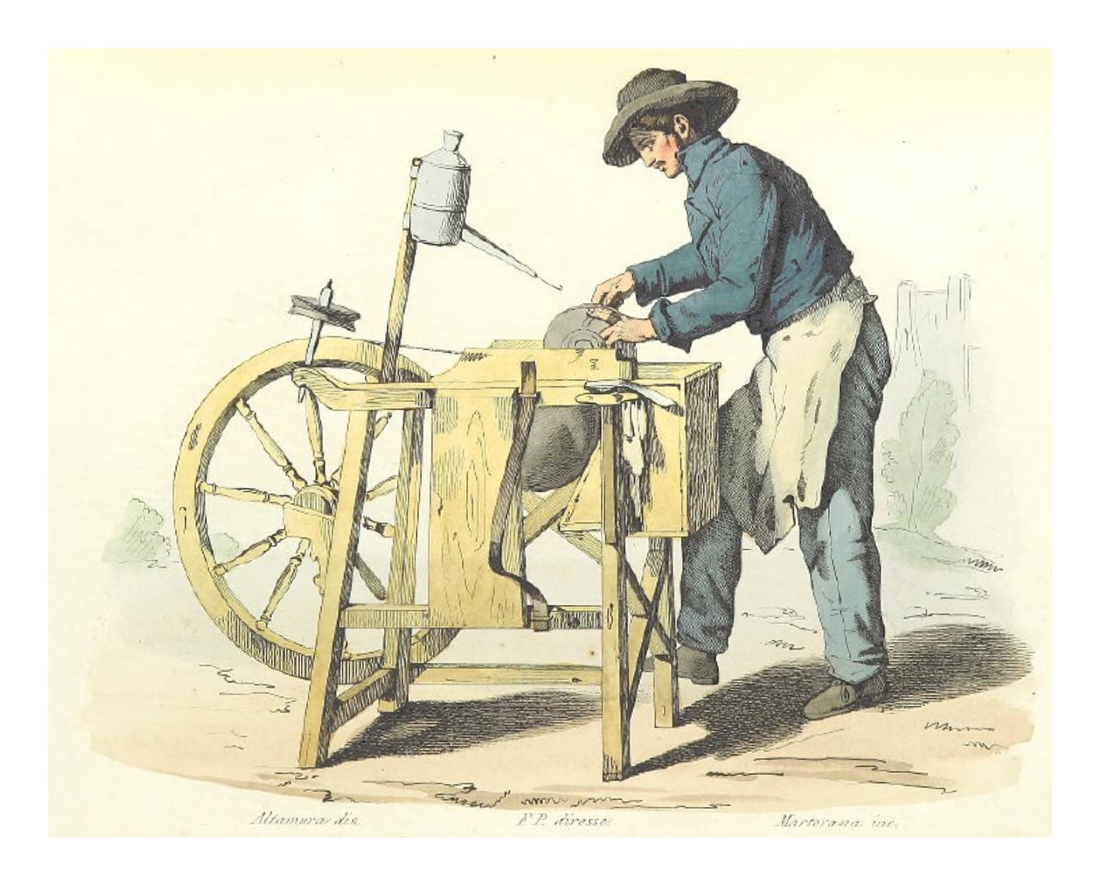
イタリアのナポリでの生活の様子が書かれた書籍『Usi e costumi di Napoli e contorni descritti e dipinti（イタリア語版）』から